# Scalpellum faurei
Scalpellum faurei är en kräftdjursart som beskrevs av Barnard 1924. Scalpellum faurei ingår i släktet Scalpellum och familjen Scalpellidae. Inga underarter finns listade i Catalogue of Life.